# Pleospora epilobii
Pleospora epilobii är en svampart som beskrevs av E. Müll. 1951. Pleospora epilobii ingår i släktet Pleospora och familjen Pleosporaceae.   Inga underarter finns listade i Catalogue of Life.